# Lectura a primera vista

La escena de la pintura se comprende de inmediato, y el ángel con la partitura refuerza la idea de interpretación instantánea, similar a la lectura musical a primera vista.

La lectura a primera vista (también repentización o repentizar) consiste en leer y ejecutar una obra musical o una canción escrita en notación musical que el intérprete no ha visto antes. Para el cantante es válido decir cantar a primera vista. Ambas actividades implican tocar o cantar los ritmos y melodías indicados en la partitura. Generalmente cantar a primera vista se considera más complicado, ya que el cantante emplea su voz a diferencia de los instrumentistas que tienen trastes, pistones o teclas con tal de obtener las notas o alturas deseadas. Sin embargo, la dificultad dependen tanto del instrumento o de la pieza en sí. Por ejemplo, la lectura a primera vista por parte de un instrumento polifónico, como una guitarra clásica o un piano, es extremadamente difícil debido a que el guitarrista tiene que leer pasajes con armonías y polirritmias que pueden ser ejecutados empleando distintos trastes o posiciones de mano.